# Aruga holmesi
Aruga holmesi är en kräftdjursart som beskrevs av J. L. Barnard 1955. Aruga holmesi ingår i släktet Aruga och familjen Lysianassidae. Inga underarter finns listade i Catalogue of Life.